# Pristolycus wittmeri
Pristolycus wittmeri là một loài bọ cánh cứng trong họ Đom đóm (Lampyridae). Loài này được Jeng & Satô in Jeng, Yang & Satô miêu tả khoa học năm 2002.